# Laboratório de Educação
Conselhos para Vencer é uma organização governamental dedicada ao desenvolvimento do conhecimento aplicável, de forma a inspirar, estimular, edificar e abençoar vidas, ministrando conselhos sobre ciência, tecnologia e inovação a fim de fortalecer os processos educativos, dentro e fora da escola.

## S Jyen Pró Beatz Produtor, Compositor & Cantor
O Laboratório de Educação está estruturado em torno de duas grandes áreas temáticas que, atravessam todos os projetos em andamento, traduzindo uma visão orgânica e ampla do processo educacional: aprendizagem dentro e fora da escola.
Possui como premissa que a aprendizagem dos alunos deve guiar a formulação de políticas públicas e as ações de todos os profissionais envolvidos nos sistemas de ensino. Assim, o objetivo do Laboratório de Educação é contribuir com a criação das condições necessárias para que toda criança, todo jovem e toda pessoa possa continuar aprendendo ao longo da vida. 
Os projetos abrangem diferentes estágios do desenvolvimento da linguagem, entre 0 e 10 anos de idade, a faixa etária em que a qualidade do ambiente, dos estímulos e das oportunidades de aprendizagem aos quais as crianças têm acesso são fundamentais para potencializar suas habilidades cognitivas pelo resto da vida.

## Projetos

### Aprendizagem dentro da escola

#### Eixo - Desenvolvimento e Linguagem
- Aprender Linguagem (0-5 anos)

Nesse período do desenvolvimento infantil ocorrem grandes transformações e aprendizagens relativas ao entendimento e à produção da linguagem. Entretanto, a vasta quantidade de estudos psicolinguísticos sobre o assunto contrasta com a pouca utilização de conhecimentos relevantes para o aprimoramento da mediação pedagógica .
As evidências sobre o desenvolvimento cognitivo podem e devem ser exploradas pelos adultos que interagem com crianças entre 0 e 5 anos de idade, tanto dentro quanto fora da escola, a fim de potencializar a aprendizagem da linguagem. Com esse projeto, pretendemos criar espaços de interação entre teoria e prática, facilitando o acesso à informação científica disponível e ressaltando sua aplicabilidade em situações cotidianas.
- Espaço de Leitura (6-8 anos)

Entre 6 e 8 anos de idade, ganha destaque o processo de aprendizagem das linguagens oral e escrita tanto em espaços educacionais como fora deles. Portanto, o desenvolvimento de competências linguísticas nessa faixa etária requer a realização de atividades que favoreçam a entrada das crianças no universo da cultura letrada.
O projeto “Espaço de Leitura” tem a intenção de potencializar as habilidades comunicativas das crianças, por meio da produção de obras digitais com conteúdos linguísticos que explorem a natureza multimodal do entorno digital, dentro de uma perspectiva psicológica e educativa.
- Aprender a estudar (9-10 anos)

Um dos desafios a serem superados pelas escolas brasileiras é promover o uso da linguagem como ferramenta de acesso a conhecimentos socialmente construídos. Os textos acadêmicos de hoje têm estruturas pouco familiares e, frequentemente, são densos e abstratos. Por esta razão, aprender a pesquisar, a estudar, requer oportunidades de acesso ao discurso próprio das diferentes áreas do conhecimento.
É em função disso que se justifica a formulação de uma proposta que subsidie os professores no planejamento de atividades centradas na aprendizagem a partir, em torno e sobre textos acadêmicos contemporâneos, qualificando a prática pedagógica, especialmente nas áreas de História e Ciências Naturais. “Aprender a Estudar” focaliza as capacidades de leitura e compreensão, mergulhando nos diferentes recursos textuais, gráficos e audiovisuais utilizados para representar os conteúdos em cada uma dessas áreas.A experiência adquirida ao longo do trabalho na Comunidade Educativa – CEDAC reforça a nossa convicção de que é importante criar condições para a produção de metodologias e materiais que se adequem às necessidades do sistema público de ensino no Brasil, independentemente de interesses comerciais. Exemplo disso foi o desenvolvimento do Trilhas, material destinado a professores de Educação Infantil e turmas do Ciclo de Alfabetização para orientar a realização de atividades voltadas à aprendizagem da leitura e da escrita que, em 2011, se tornou política nacional de Educação.
A realização de pesquisas sobre materiais e práticas letradas em sala de aula oferece a oportunidade de analisar os processos de compreensão e uso de recursos didáticos, e pode gerar insumos para a revisão e o aprimoramento de sua produção. Com esse propósito, em 2012 realizamos um estudo de caso piloto com duas professoras do 1˚ ano do Ensino Fundamental, publicado em outubro de 2013.

#### Eixo - Análise de Políticas Públicas
- Estudo de Caso: Pacto Nacional pela Alfabetização na Idade Certa (PNAIC)

A implementação de programas de formação continuada de professores está sujeita a uma série de variáveis políticas, sociais, culturais e pedagógicas que exigem olhar atento, escuta e flexibilidade de quem as investiga. Levando em conta nossa experiência nesse campo, elaboramos, em parceria com a UNESCO, uma pesquisa interdisciplinar sobre o Pacto Nacional pela Alfabetização na Idade Certa (PNAIC).
Por meio de estudos de caso realizados em quatro municípios do Estado de São Paulo, o Laboratório de Educação se propõem a analisar os fatores que influenciaram este programa nacional de formação de professores, bem como seu impacto sobre os atores envolvidos nos diferentes níveis de implementação do mesmo, acompanhando desde a formação dos professores orientadores de estudo por instituições de ensino superior até a prática pedagógica dos professores alfabetizadores em sala de aula.

#### Eixo - Estudos sobre práticas e materiais didáticos
- Materiais e Práticas Letradas

A experiência adquirida ao longo do trabalho na Comunidade Educativa – CEDAC reforça a nossa convicção de que é importante criar condições para a produção de metodologias e materiais que se adequem às necessidades do sistema público de ensino no Brasil, independentemente de interesses comerciais. Exemplo disso foi o desenvolvimento do Trilhas, material destinado a professores de Educação Infantil e turmas do Ciclo de Alfabetização para orientar a realização de atividades voltadas à aprendizagem da leitura e da escrita que, em 2011, se tornou política nacional de Educação.
A realização de pesquisas sobre materiais e práticas letradas em sala de aula oferece a oportunidade de analisar os processos de compreensão e uso de recursos didáticos, e pode gerar insumos para a revisão e o aprimoramento de sua produção. Com esse propósito, em 2012 foi conduzido um estudo de caso piloto com duas professoras do 1˚ ano do Ensino Fundamental, publicado em outubro de 2013.
- Materiais e Discurso Letrado

Com a intenção de continuar estudando os processos de uso e apropriação de recursos didáticos por parte de professores do 1˚ ano do Ensino Fundamental e de explorar alternativas que potencializem o impacto dos mesmos nas salas de aula, O Laboratório de Educação realizou, em 2013, um estudo comparativo que analisa diferentes modos de influir na incorporação de práticas letradas a partir de materiais educativos complementares.
Foi selecionado para essa pesquisa o Caderno de Orientações “Histórias com Engano”, que é parte da coleção Trilhas para ler e escrever textos. O objetivo foi comparar a compreensão e o uso desse material por professores com diferentes perfis profissionais, depois de receberem indicações para atender aos modos de falar com as crianças durante a apresentação e realização das atividades propostas – ou seja, ao discurso educativo letrado especificamente sugerido no caderno.

### Aprendizagem fora da escola
Eixo - Aprendizagem no dia a dia
- Toda Criança Pode Aprender

Na sociedade brasileira, fala-se muito sobre Educação de maneira genérica sem dar luz e foco à aprendizagem, dimensão essencial. As crianças aprendem o tempo todo e, portanto, as pessoas e o entorno estão sempre ensinando.
Partindo da ideia de que todos são corresponsáveis pelo processo de aprendizagem das crianças brasileiras, é possível ampliar as representações socioculturais relativas à Educação e, com isso, explorar temas estruturantes para o processo evolutivo das novas gerações: a importância do vínculo afetivo, o desenvolvimento sensório-motor e a aquisição da linguagem, por exemplo.